# Xã Glenwood, Quận Phillips, Kansas
Xã Glenwood (tiếng Anh: Glenwood Township) là một xã thuộc quận Phillips, tiểu bang Kansas, Hoa Kỳ. Năm 2010, dân số của xã này là 44 người.